# Senven-Léhart
Senven-Léhart település Franciaországban, Côtes-d’Armor megyében. Lakosainak száma 241 fő (2022. január 1.). Senven-Léhart Saint-Connan, Plésidy, Saint-Fiacre és Saint-Gildas községekkel határos.

## Népesség
A település népessége az elmúlt években az alábbi módon változott:
| Lakosok száma | 391  | 305  | 292  | 250  | 233  | 233  | 234  | 236  | 237  | 241  |
|               | 1968 | 1982 | 1990 | 2006 | 2013 | 2015 | 2017 | 2019 | 2020 | 2022 |